# Xã Delton, Quận Cottonwood, Minnesota
Xã Delton (tiếng Anh: Delton Township) là một xã thuộc quận Cottonwood, tiểu bang Minnesota, Hoa Kỳ. Năm 2010, dân số của xã này là 123 người.